# 麥特·坎普
馬修·萊恩·坎普（英語：Matthew Ryan Kemp，1984年9月23日—）生於奧克拉荷馬州的米德韋斯特城，現為外野手。

## 高校時期
坎普高校是就讀奧克拉荷馬州米德韋斯特城的高校，在高校時期坎普在棒球和籃球上有出色的表現，當時和波士頓塞爾提克的Shelden Williams同為學校的籃球校隊。在中學和高校時期，坎普都幫助校隊贏得州冠軍。

## 職業生涯
坎普是洛杉磯道奇在2003年大聯盟選秀會上第六輪選中的球員，並在6月5日完成簽約。

### 2006年
這一年球季坎普是在2A開始，他繳出0.327打擊率、7發全壘打、34分打點和11次盜壘成功的成績。有如此優異的成績讓坎普在5月28日升上大聯盟，球隊將其定位為能夠讓中外野手Kenny Lofton獲得充分的休息，並且也能讓有傷在身的明星右外野手J·D·德魯有適當的休息。坎普大聯盟初登板首次面對的對手為華盛頓國民，這場比賽他也擊出大聯盟生涯的第1支安打。第二場比賽面對亞特蘭大勇士，坎普有3支3、2分打點和3分得分的優異表現。6月1日於主場面對費城費城人的比賽中，坎普擊出大聯盟生涯的第1發全壘打，之後的兩場對費城人的比賽中，坎普都有擊出全壘打的表現，此時坎普締造出道奇隊史第一位、大聯盟第五位在初登上大聯盟的10天內，擊出4發全壘打的球員。之後由於坎普的表現開始出現下滑，在7月中被球隊送回小聯盟，直到9月1日大聯盟擴編名單後再度升上大聯盟。

### 2007年－2008年

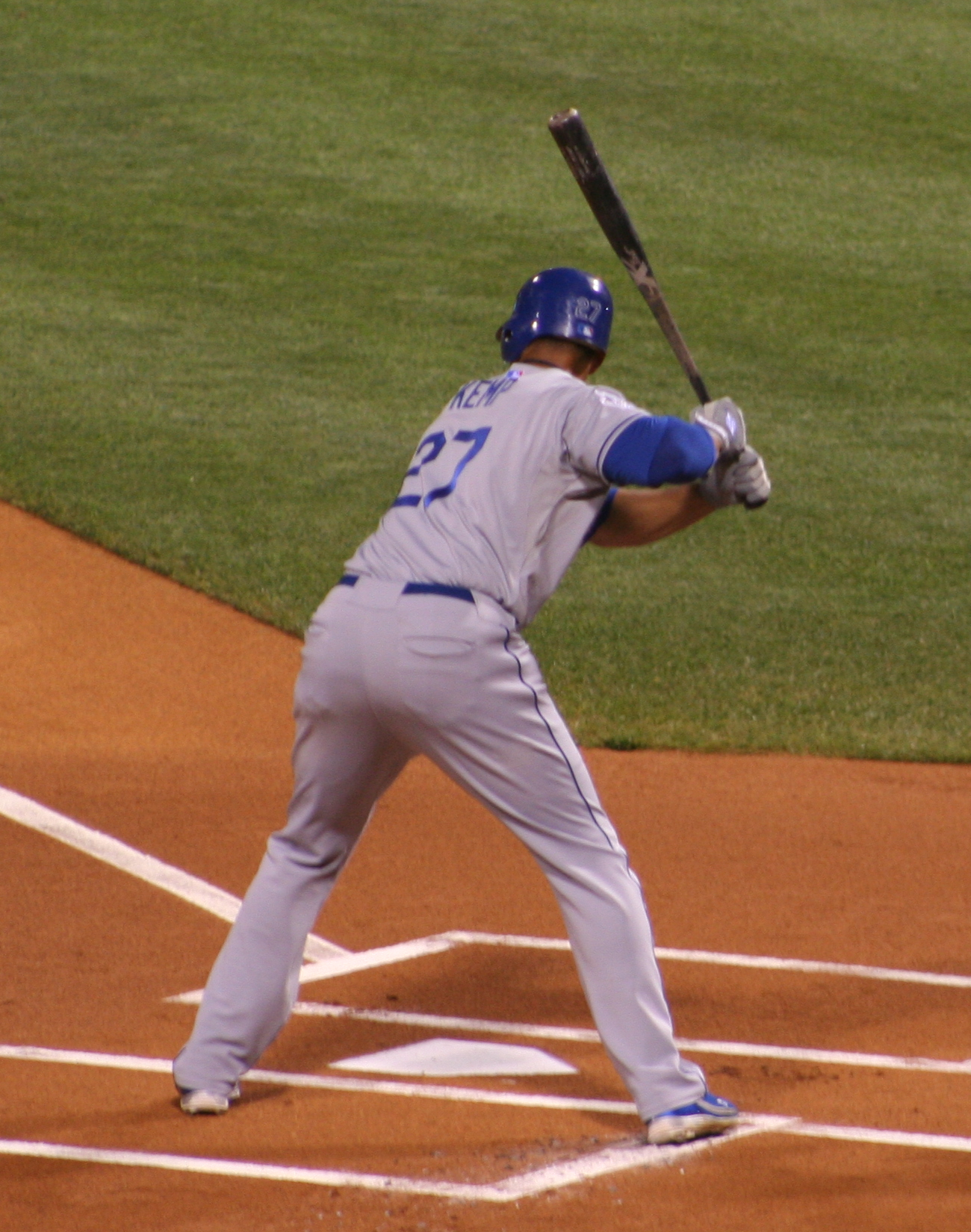
2008年在球場上打擊的坎普。

2007年坎普被選進球隊的25人名單，成為球隊的先發外野手，但在幾場比賽以後，坎普就因撞上道奇體育場的圍欄時發生受傷，直到6月初才再度回到球隊。最終坎普繳出0.342打擊率、10發全壘打和42分得分的成績。2008年球季坎普在外野位置競爭上贏得成為右外野守備位置。在4月28日－5月4日坎普有11分得分和6次盜壘成功的紀錄，而讓他贏得單週表現最佳球員。之後因安德魯·瓊斯膝蓋受傷的關係，坎普成為球隊固定的中外野手。在球季進行的這段期間，坎普要努力降低自己的高三振比率，並且要發展他的速度，在球季結束時坎普有35次盜壘成功的紀錄，在道奇今年排名第二名。

### 2009年
6月16日在與奧克蘭運動家的比賽中，坎普擊出他職業生涯的第一個再見安打。9月24日，坎普成為球隊單季裡面有0.295打擊率、25發全壘打、100分打點和30次盜壘成功記錄的球員。10月7日，坎普在2009年國家聯盟分區賽對上聖路易紅雀的比賽中，擊出他在季後賽的第1發全壘打。在球季結束以後，坎普獲得生涯第一座外野守備位置的美國職棒大聯盟金手套獎和美國職棒大聯盟銀棒獎。

### 2010年－2011年
2011年11月18日與道奇簽下八年1億6000萬美金的合約，為道奇隊隊史的最大合約。

### 2017
2017年12月16日道奇隊用艾德里安·岡薩雷斯、史考特·卡茲米爾、布蘭登·麥卡錫、查理·寇伯森及現金向亞特蘭大勇士隊換回坎普。

## 外號
坎普有一個叫野牛（The Bison）的外號，這個外號的來源是坎普在他在2006年5月29日大聯盟的第二場對亞特蘭大勇士的出賽時，他於第4局從一壘盜上二壘，被電視的節目主持人唐·薩頓形容坎普就像一頭美洲野牛在路上奔馳，坎普的身材讓人驚訝其有驚人的速度，外號經過修飾以後就變成野牛。

## 私人生活
坎普在球季結束以後會居住在洛杉磯，他是洛杉磯湖人的球迷，和前湖人球員現為沙加緬度國王的球員特雷沃·阿里扎是親密的朋友，同時底特律老虎的中外野手托利·杭特也是他的好朋友。

## 外部連結
- 球員資訊和成績在MLB，ESPN，Baseball-Reference，The Baseball Cube，Baseball-Reference (Minors)（英文）
- 麥特·坎普的X（前Twitter）
- 麥特·坎普的Instagram帳戶
- 麥特·坎普在台灣棒球維基館上的頁面（繁體中文）

| 成就                   | 成就                       | 成就                   |
| ---------------------- | -------------------------- | ---------------------- |
| 前任： 艾德里安·貝爾垂 | 完全打擊 2015年8月14日     | 繼任： 弗萊迪·弗里曼   |
| 前任： 萊恩·布勞恩     | 國聯單月最佳球員 2012年4月 | 繼任： 賈恩卡洛·斯坦頓 |